# Capeta cachimbo
Capeta cachimbo – gatunek pająka z rodziny skakunowatych i podrodziny Salticinae.

## Taksonomia
Gatunek ten opisany został po raz pierwszy w 2006 roku przez Gustava R.S. Ruiza i Antônia D. Brescovita na łamach „Revista Brasileira de Zoologia”. Jako lokalizację typową wskazano Campo de Provas Brigadeiro Velloso w Serra do Cachimbo w gminie Novo Progresso w brazylijskim stanie Pará.

## Morfologia
Samce osiągają 4,25 mm długości ciała przy karapaksie długości 2,2 mm, szerokości 1,65 mm i wysokości 1,05 mm, samice zaś osiągają od 4,05 do 4,45 mm długości ciała przy karapaksie długości od 1,9 do 2 mm.
Karapaks jest wysoki, jasnobrązowy z czarnymi obwódkami oczu, półkolistą, ciemnobrązową smugą przed jamką, szerokim, ciemnobrązowym pasem od jamki do tylnej krawędzi prosomy i ciemnobrązowymi paskami biorącymi początek po bokach oczu par środkowych i również sięgającymi tylnej krawędzi prosomy. Na nadustku występują długie włoski brązowe i krótkie włoski białe. Brązowe u samca, a żółte u samicy szczękoczułki mają na przedniej krawędzi bruzdy pięć zębów. Barwa wargi dolnej, szczęk oraz sternum jest żółta. Nogogłaszczki samicy są żółte, samca zaś jasnobrązowe. Kolejność par odnóży od najdłuższej do najkrótszej to IV, I, III, II u samca i IV, I, II, III u samicy. Barwa odnóży jest żółta, u samca z brązowym nakrapianiem oraz brązowym znakiem pośrodku przednio-bocznej powierzchni ud ostatniej pary. Opistosoma (odwłok) jest z wierzchu kremowa z czarnym upstrzeniem, czarnym pasem przez środek grzbietu i trzema parami czarnych smug, od spodu zaś kremowa z dwoma podłużnymi pasami ciemnobrązowymi; u samca na przedzie wierzchu opistosomy występuje skutum. Wszystkie kądziołki przędne są u samca brązowe, a u samicy żółte.
Genitalia samicy cechują się płytką płciową o pojedynczym, dużym, poprzecznym, szeroko-owalnym przedsionku i szerokim, krótszym niż u C. tridens wyrostku na tylnej krawędzi oraz wulwą o poskręcanych przewodach kopulacyjnych i wydłużonych, dużych spermatekach. Od C. tridens różni je także obecność gruczołów palcowatych. Nogogłaszczki samca mają długą i zaostrzoną apofizę retrolateralną goleni, zredukowaną apofizę wentralną goleni, wydłużone cymbium z szeregiem długich, białych włosków na krawędziach grzbietowej i brzuszno-tylno-bocznej oraz wydłużony, wyprostowany, haczykowato zwieńczony, grubszy niż u C. tridens i w przeciwieństwie do niego pozbawiony wyrostka u podstawy embolus.

## Rozprzestrzenienie
Gatunek neotropikalny, południowoamerykański, endemiczny dla stanu Pará w Brazylii.